# Protea subvestita
Protea subvestita là một loài thực vật có hoa trong họ Quắn hoa. Loài này được N.E. Br. miêu tả khoa học đầu tiên năm 1901.